# Луксинген
Луксинген (нем. Luchsingen) — деревня и бывшая коммуна в Швейцарии, в кантоне Гларус.
1 января 2011 года вошла в состав коммуны Гларус-Зюд.
Население составляет 1119 человек (на 31 декабря 2010 года). Официальный код — 1614.
В состав коммуны входил населённый пункт Дисбах.

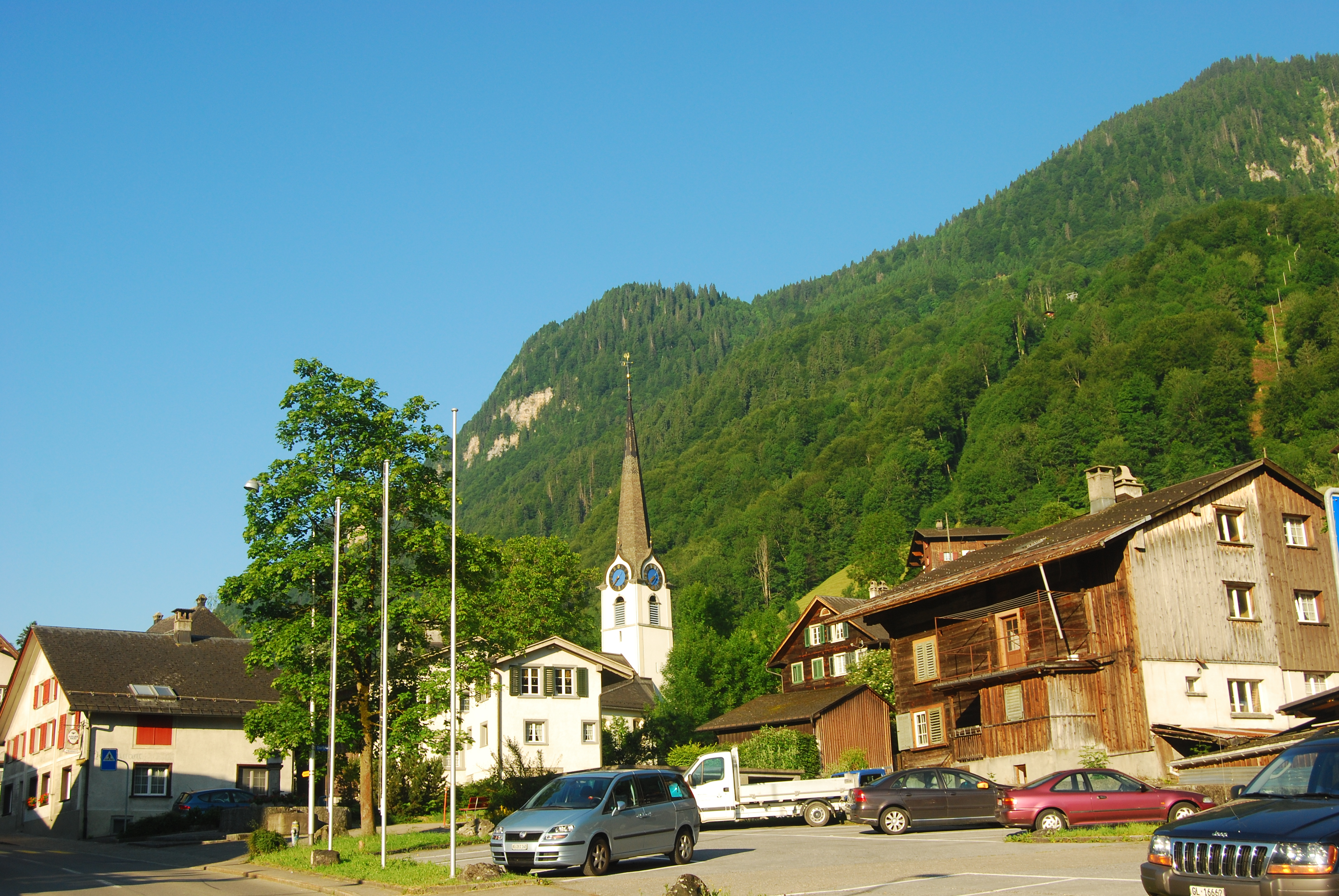
Луксинген